# Wincenty Szeptycki

Herb własny rodziny Szeptyckich wedł. Kaspera Niesieckiego

Wincenty Wiktor Leon Szeptycki (ur. 5 kwietnia 1782 w Liczkowcach na Podolu, zm. w 21 stycznia 1836 we Lwowie) – generał brygady powstania listopadowego, kawaler I Cesarstwa Francuskiego, kawaler (1808), oficer Legii Honorowej (1813), odznaczony Złotym Krzyżem Orderu Virtuti Militari.

## Życiorys
Ojciec – Jan Szeptycki, matka – Marianna Bobrowska. Ożenił się z Konstancją Czacką h. Świnka (córką Michała Mikołaja Hieronima Czackiego (1755-1828), brata Tadeusza Czackiego). Był wujem Tymona Zaborowskiego.

W roku 1807 podporucznik w 2 pułku ułanów armii Księstwa Warszawskiego. W 1808 w stopniu porucznika przeniósł się do pułku szwoleżerów Gwardii Napoleona, następnie awansował na kapitana, a w 1812 nominowany na szefa szwadronu. Większość bojowej służby spędził uczestnicząc w interwencji francuskiej. W latach 1808–1809 i 1810–1812 w Hiszpanii. Przeszedł cały szlak bojowy formacji od kampanii wojny z Austrią w 1809 do bitwy pod Linzen. Walczył m.in. w bitwie pod Somosierrą 30 listopada 1808, poza tym w bitwach pod Rio-Seco, Wagram, Smoleńskiem, Możajskiem, Lützen, Budziszynem, Arcis-sur-Aube i wielu innych.
W stopniu szefa szwadronu walczył kampanii moskiewskiej 1812, saskiej 1813 i francuskiej 1814.
Za swoje męstwo odznaczony Orderem de la Reunion i Orderem Obojga Sycylii, w 1814 awansowany na pułkownika.
W latach 1815-1820 dowódca 3 pułku ułanów w wojsku Królestwa Polskiego, w 1815 odznaczony Orderem św. Anny II klasy. Po ostrym konflikcie z Konstantym Pawłowiczem Romanowem został zdymisjonowany.
W czasie powstania listopadowego, powrócił do służby jako dowódca gwardii ruchomej w województwie lubelskim. Później dowodził całością sił oddziałów nowej formacji na Lubelszczyźnie. Walczył pod dowództwem gen. J. Dwernickiego w wyprawie na Wołyń, odznaczył się w bitwie pod Boremlem. Internowany przez Austriaków.
Po uwolnieniu powrócił do powstania. 17 czerwca 1831 awansowany na generała brygady, w tym samym roku był organizatorem Legii Wołyńsko-Rusko-Litewskiej. W ostatniej fazie powstania; dowódca obrony Wisły i szef militarny woj. lubelskiego. Działał w składzie Korpusu gen. Samuela Różyckiego i ponownie kapitulował razem z nim w zaborze austriackim.
Po upadku powstania osiadł we Lwowie, gdzie zmarł w 1836. Pochowany na cmentarzu Łyczakowskim w jednym z pierwszych na tym cmentarzu sarkofagów żeliwnych.